# پسکوهان
پسکوهان، معروف به (پشت ایوان) روستایی از توابع بخش مرکزی شهرستان خدابنده در استان زنجان ایران است.

## جمعیت
این روستا در دهستان کرسف قرار دارد و براساس سرشماری مرکز آمار ایران در سال ۱۳۸۵، جمعیت آن ۱٬۰۹۷ نفر (۲۵۶خانوار) بوده‌است.